# ناحیه جالکاتی
ناحیه جالکاتی (به بنگالی: ঝালকাঠি) یک ناحیه در بنگلادش است که در استان باریسال واقع شده‌است.

## خصوصیات
ناحیه جالکاتی ۷۵۸٫۰۶ کیلومترمربع مساحت و ۶۸۲٬۶۶۹ نفر جمعیت دارد.